# .sx
.sx是荷属圣马丁国家和地区顶级域（ccTLD）的域名。2010年10 月 10 日，荷属圣马丁成為荷蘭的一個構成國後，該域名於不久之後的2010 年 12 月 20 日啟用。2012 年 11 月 15 日开始，任何人都能申請註冊該域名。

## 外部連結
- IANA .sx whois information（页面存档备份，存于）
- .sx domain registration website（页面存档备份，存于）